# 曽根郵便局
曽根郵便局（そねゆうびんきょく）
- 福岡県北九州市小倉南区にある郵便局。本記事にて記述する。
- 三重県津市にある郵便局。局番号は22225。
- 兵庫県高砂市にある郵便局。局番号は43028。

曽根郵便局（そねゆうびんきょく）は福岡県北九州市小倉南区にある郵便局。民営化前の分類では集配普通郵便局であった。

## 概要
住所：〒800-0299 福岡県北九州市小倉南区中曽根1-6-10
小倉南区役所曽根出張所管内全域の郵便集配業務一切を受け持つ。但し南隣・苅田町の配達を担当する苅田郵便局の管理母体は当局ではなく門司郵便局となっている。また集配業務の合理化が進む中で元々の管轄エリアがある程度広いことから集配業務が維持されており、2017年10月実施の合理化で、小倉南区は東部を当局が、谷地区（三谷地区）を含む西部を北九州中央郵便局が、それぞれ担当する体制に変わった。

## 沿革
- 1874年（明治7年）12月16日 - 下曽根（しもそね）郵便取扱所として開設[1]。
- 1875年（明治8年）1月1日 - 下曽根郵便局（五等）となる。
- 1885年（明治18年）11月1日 - 貯金取扱を開始。
- 1889年（明治22年）1月9日 - 曽根郵便局に改称。
- 1891年（明治24年）2月16日 - 為替取扱を開始。
- 1965年（昭和40年）2月14日 - 簡易な電話の加入および料金に関する事務を除く電話交換事務を、小倉電報電話局に移管[2]。
- 1967年（昭和42年）9月1日 - 特定郵便局から普通郵便局に局種別改定。
- 1978年（昭和53年）8月1日 - 和文電報配達業務を北九州電報電話局に移管。
- 1983年（昭和58年）11月4日 - 宇土簡易郵便局の一時閉鎖[3]に伴い、取扱事務を承継。
- 1984年（昭和59年）1月 - 局舎新築。
- 1999年（平成11年） - 外国通貨の両替および旅行小切手の売買に関する業務取扱を開始。
- 2007年（平成19年）10月1日 - 民営化に伴い、併設された郵便事業曽根支店に一部業務を移管。
- 2012年（平成24年）10月1日 - 日本郵便株式会社発足に伴い、郵便事業曽根支店を曽根郵便局に統合。

## 取扱内容
- 郵便、印紙、ゆうパック、内容証明
- 貯金、為替、振替、振込、国際送金、外貨両替・トラベラーズチェック、国債、投資信託
- 生命保険、バイク自賠責保険、自動車保険、がん保険、引受条件緩和型医療保険
- ゆうちょ銀行ATM
- 小倉南区役所曽根出張所管内全域の集配業務
- ゆうゆう窓口

## 周辺
- 北九州市小倉南区役所 曽根出張所
- 北九州市立小倉南図書館曽根分館（そねっと）
- 福岡県立小倉東高等学校
- 北九州市立曽根中学校
- 北九州市立曽根小学校
- 国道10号

## アクセス
- JR日豊本線 下曽根駅から南東へ約900m（徒歩約10分）
- 西鉄バス 中曽根停留所もしくは中曽根一丁目停留所下車
- 九州自動車道 小倉東IC、北九州高速1号線 長野出入口から南東へ約2.5km
- 駐車場あり：26台